# Erigeron calderae
Erigeron calderae là một loài thực vật có hoa trong họ Cúc. Loài này được A.Hansen mô tả khoa học đầu tiên năm 1992.